# Millennium-trilogie
De Millennium-trilogie is een reeks misdaadromans van de Zweedse journalist en schrijver Stieg Larsson.
Larsson schreef de boeken bij wijze van hobby in zijn vrije tijd. Hij overleed echter in 2004, voordat de publicaties het licht zagen. De drie boeken werden kort na elkaar in 2005 en 2006 in Zweden uitgegeven. Ze kenden een onmiddellijk succes en werden bekroond met diverse prijzen, zoals de Glazen Sleutel, een prijs voor de beste Scandinavische misdaadroman, toegekend voor alle drie de delen. Het tweede deel won in 2006 de Prijs voor de beste misdaadroman van de Zweedse Detectiveacademie en in 2008 de ITV3 Crime Thriller Award for International Author of the Year.
Kort daarop verschenen vertalingen in diverse talen, waaronder het Nederlands. Een eerste druk van de drie boeken verscheen in 2008 bij uitgeverij Signatuur in Utrecht. De vertaling werd verzorgd door Tineke Jorissen-Wedzinga. In maart 2010 stonden alle drie de boeken tegelijkertijd in de top 10 van de bestsellerslijst van de CPNB.

## Tweede trilogie
Drie nieuwe boeken in de reeks, geschreven door David Lagercrantz, werden gepubliceerd in augustus 2015, getiteld Det som inte dödar oss (Wat ons niet zal doden) en in september 2017, getiteld Mannen som sökte sin skugga (De man die zijn schaduw zocht). In augustus 2019 verscheen het laatste deel met als titel Hon som måste dö (Zij die moet sterven) (Millennium 6).

## Derde trilogie
In november 2021 kondigde uitgeverij Polaris aan dat ze de rechten op de Millennium-serie hadden gekocht en dat ze drie nieuwe boeken in de serie zullen uitbrengen. De Zweedse auteur Karin Smirnoff werd in december bevestigd als schrijver.
Smirnoffs eerste boek van de derde serie, Havsörnens skrik (De schreeuw van de zeearend) werd op 31 oktober 2022 gepubliceerd en op 23 september 2024 verscheen deel 2, Lokattens klor (De klauwen van de lynx).

## Boeken
De Millennium-reeks omvat de volgende delen:

### Eerste trilogie doorStieg Larsson
- Mannen die vrouwen haten (Män som hatar kvinnor)
- De vrouw die met vuur speelde (Flickan som lekte med elden, letterlijk: Het meisje dat met vuur speelde)
- Gerechtigheid (Luftslottet som sprängdes, letterlijk: Het luchtkasteel dat werd opgeblazen)

### Tweede trilogie doorDavid Lagercrantz
- Wat ons niet zal doden (Det som inte dödar oss)
- De man die zijn schaduw zocht (Mannen som sökte sin skugga)
- Zij die moet sterven (Hon som måste dö)

### DoorKarin Smirnoff
- De schreeuw van de zeearend (Havsörnens skrik)
- De klauwen van de lynx (Lokattens klor)

## Films
De eerste drie boeken werden in 2009 verfilmd onder (in het Nederlands taalgebied) dezelfde titels:
- Mannen die vrouwen haten
- De vrouw die met vuur speelde
- Millennium 3: Gerechtigheid

De hoofdrollen in de films werden vervuld door Michael Nyqvist in de rol van Mikael Blomkvist en Noomi Rapace als Lisbeth Salander.
Verfilmd onder regie van David Fincher met Daniel Craig en Rooney Mara in de hoofdrollen:
- The Girl with the Dragon Tattoo (2011)

Verfilming van het vierde boek met Sverrir Gudnason en Claire Foy in de hoofdrollen:
- The Girl in the Spider's Web (2018)

## Personages
Hoofdpersonen in de boeken (en films) zijn Mikael Blomkvist en Lisbeth Salander. Hij is veertiger, journalist en verantwoordelijk uitgever van het Zweedse maandblad Millennium (waar de boekenreeks naar is genoemd). Het blad heeft een vrij kleine redactie, maar is befaamd om de onderzoeksjournalistiek, die van tijd tot tijd in speciale nummers diepgravend aandacht besteedt aan spraakmakende zaken. De vrouwelijke hoofdpersoon heeft een problematisch karakter, als gevolg van in haar jeugd opgelopen trauma's. Zij meet niet meer dan 1,50 m en 40 kilo, heeft vele tatoeages en diverse piercings en is biseksueel. Zij staat officieel te boek als psychotisch en uiterst introvert en is onder curatele gesteld. In werkelijkheid blijkt zij echter uiterst scherpzinnig en gewiekst. Zij is een fenomeen in de internationale wereld van de computerhackers. Wanneer bedreigd kan ze gewelddadig worden. Haar bijzondere capaciteiten als researcher brengen haar in contact met de journalist en zij raken verwikkeld in diverse duistere zaken.
In het eerste deel draait de intrige om de opsporing van een vermist en mogelijk vermoord tienermeisje. In het tweede en derde deel is Lisbeth Salander de spil om wie alles draait. Deze twee delen sluiten naadloos op elkaar aan.